# Pedro Cayetano Fernández del Campo
Pedro Cayetano Fernández del Campo Angulo y Velasco y Salvatierra, II marquès de Mejorada i de la Breña (Madrid, 22 d'abril de 1656 - Madrid, 16 de maig de 1721) home d'estat castellà partidari de l'absolutisme, ocupà la secretaria del Despatx Universal durant els primers de Felip V de Castella.
Fill de Pedro Fernández del Campo y Angulo, I marquès de Mejorada (també secretari d'Estat i del despatx universal) i de María Fernández de Angulo y Velasco. Es casà amb Mariana de Alvarado Bracamonte de la Breña i tingueren dues filles. Seguí la carrera administrativa, essent nomenat ambaixador extraordinari a la cort de Viena, secretari de la cambra del Patronat Regi (1688) i anà ascendit fins a ocupar una de les secretaries de la cambra de Castella. El febrer de 1705 fou destituït el secretari del Despatx Universal Antonio de Ubilla i se'l nomenà per a la plaça. Ocupà la secretaria amb plenes facultats fins a l'11 de juliol de 1705, quan a instàncies de Michel-Jean Amelot i Jean Orry s'encarregpa a José de Grimaldo ocupar la recent creada secretaria de Guerra i Hisenda, competències que li foren tretes a Pedro Cayetano Fernández restant sota la seva responsabilitat «todo lo demàs» (bàsicament temes de política i església). El 1714 fou rellevat de les seves funcions i se li assignà plaça de conseller al Consell d'Estat.